# モブキャストホールディングス
株式会社モブキャストホールディングス（英: MOBCAST HOLDINGS INC.）は、東京都港区に本社を置く日本のインターネット企業。

## 概要
2004年3月、携帯電話販売会社ベルパークの常務取締役であった藪考樹によって設立。設立当初はモバイル向けの映像制作・配信事業とゲーム開発・配信事業の二つの軸で事業展開を行っていた。
2009年末に映像事業から撤退し、ゲーム事業に特化。2012年6月に東京証券取引所マザーズ市場に上場。
2016年2月にVRを中心としたゲーム開発事業を展開する米国法人エンハンス・ゲームズに投資、2017年4月には、株式会社モブキャスト・エンターテインメント（現モブキャストフィナンシャル）を設立した。
2018年4月1日、会社分割により主力事業であるゲーム事業を吸収分割継承会社である株式会社モブキャストゲームスへ移管し、持株会社体制へと移行。同時に「モブキャストホールディングス」への商号変更を行った。

## 社名の由来
設立当初の社名である「モバイル・ブロードキャスティング」の省略形。モブ（群衆）にキャスト（放送）するとの意味合いも兼ねている。

## 沿革
- 2004年03月 ‐ モバイルコンテンツの企画開発を目的として、東京都港区に株式会社モバイル・ブロードキャスティングを設立
- 2004年06月 - 本社を東京都目黒区に移転[要出典]
- 2004年12月 - 商号を株式会社モブキャストに変更
- 2005年05月 - パソコン向け動画コンテンツの提供を開始
- 2010年12月 - 本社を東京都品川区に移転[要出典]
- 2011年03月 - 「mobcast」の会員数が100万人を突破
- 2012年06月 - 東京証券取引所マザーズ市場に上場
- 2013年02月 - 本社を東京都港区に移転[2]
- 2015年02月 - 「mobcast」の会員数が550万人を突破
- 2018年02月 - 株式会社トムスを完全子会社化[3]
- 2018年04月 - 純粋持株会社体制移行完了[4]
- 2020年06月 - 株式会社トムス株式の内、80%を株式会社T2へ8億円で譲渡[5]。
- 2020年10月 - 株式会社トムスから4.8億円でEnhance Experience社株を追加取得[6]。
- 2020年11月 - 追加取得したEnhance Experience社株で3.9億円の損失を計上[7]。